# Julian Carroll
Julian Morton Carroll, född 16 april 1931 i West Paducah i McCracken County i Kentucky, död 10 december 2023 i Frankfort i Kentucky, var en amerikansk demokratisk politiker. Han var Kentuckys guvernör 1974–1979.
Carroll studerade statsvetenskap och juridik vid University of Kentucky. Efter avslutade studier tjänstgjorde han i USA:s flygvapen och inledde sedan sin karriär som advokat.
Carroll tillträdde 1971 som Kentuckys viceguvernör. År 1974 efterträdde han sedan Wendell Ford som guvernör och efterträddes 1979 i guvernörsämbetet av John Y. Brown, Jr. Han kandiderade utan framgång i demokraternas primärval inför guvernörsvalet 1987.